# Самі Лепісто
Самі Лепісто (Лепістьо) (фін. Sami Lepistö; 17 жовтня 1984, м. Еспоо, Фінляндія) — фінський хокеїст, захисник. Виступає за «Йокеріт» (Гельсінкі) у Континентальній хокейній лізі. 
Вихованець хокейної школи «Йокеріт» (Гельсінкі). Виступав за «Йокеріт» (Гельсінкі), «Герші Берс» (АХЛ), «Вашингтон Кепіталс», «Фінікс Койотс», «Колумбус Блю-Джекетс», «Чикаго Блекгокс», «Локомотив» (Ярославль), «Лев» (Прага), «Автомобіліст» (Єкатеринбург).
В чемпіонатах НХЛ — 176 матчів (6+29), у турнірах Кубка Стенлі — 10 матчів (1+0). В чемпіонатах Фінляндії — 190 матчів (19+52), у плей-оф — 30 матчів (3+10). 
У складі національної збірної Фінляндії учасник зимових Олімпійських ігор 2010 і 2014 (12 матчів, 1+2), учасник чемпіонатів світу 2008, 2011, 2013 і 2015 (34 матчі, 1+10). У складі молодіжної збірної Фінляндії учасник чемпіонату світу 2004. 
Батько: Юссі Лепісто.
Досягнення
- Бронзовий призер зимових Олімпійських ігор (2010, 2014)
- Чемпіон світу (2011), бронзовий призер (2008)
- Бронзовий призер чемпіонату Фінляндії (2005, 2007).
- Бронзовий призер молодіжного чемпіонату світу (2004)

Нагороди
- Найкращий захисник молодіжного чемпіонату світу (2004)